# Donde caben dos
Donde caben dos (Waar twee passen) is een Spaanse sekskomedie uit 2021 onder een regie van Paco Caballero. De film werd geproduceerd door Filmax, Netflix en Castelao Pictures.

## Verhaal
Alba ontwaakt nadat ze haar vrijgezellenavond vierde met haar beste vriendin Liana en komt tot de conclusie dat ze haar verlovingsring is verloren. Beiden herinneren zich niets van de vorige avond, maar ze hebben op hun hand wel een adres opgeschreven. Eenmaal daar blijkt dit een parenclub te zijn waar ze onmiddellijk worden herkend door eigenares Anfitriona die hen in eerste instantie weigert binnen te laten omwille van hun gedrag de vorige nacht. Eenmaal binnen begint hun zoektocht naar de verlovingsring waarbij ze door de andere aanwezigen beetje bij beetje worden ingelicht wat ze daar hebben uitgevoerd en aangericht. 
In hetzelfde etablissement werkt Clara die via een smoes haar neef Pablo - die al enkele jaren in Amerika woont en nu op bezoek is - heeft meegebracht. Pablo zou als jonge twintiger een seksgod zijn geweest. Wanneer Pablo zich realiseert dat hij zich in een parenclub bevindt, maakt hij ruzie met Clara omdat hij die avond nog een belangrijke werkvergadering heeft en wil de zaak verlaten. Tijdens de zoektocht naar de uitgang van de grote zaak - hij was via de personeelsingang binnengekomen - komt hij in een darkroom terecht. Hij kan niet aan de verleiding weerstaan en heeft er met een dame gemeenschap.
Een andere aanwezige is de homoseksuele Raúl die er zijn eerste bezoek brengt. Hij wil anoniem seks beleven en kiest daarom voor een glory hole waar hij onbedoeld in gesprek raakt met Victor die aan de andere kant van de wand staat. Al snel blijkt dat beide mannen veel overeenkomsten hebben al willen ze dat niet toegeven, vooral Raúl. Wanneer Raúl de kamer verlaat, beseft Victor dat hij gevoelens heeft voor Raúl en roept enkele keren zijn naam. Raúl blijft even staan, maar beslist toch om de zaak te verlaten. Eenmaal in de taxi beseft Raúl dat hij een verkeerde keuze heeft gemaakt door de kamer te verlaten en niet terug te keren naar Victor.
Jaime en zijn vriendin Belén komen ook voor de eerste keer een bezoek brengen aan de club. Zij willen eens aan partnerruil doen. Belén ontmoet al snel een koppel waarin zij een mogelijke ruil ziet: Miguel en Ana. Al snel is duidelijk dat Jaime en Ana dat niet zien zitten want blijkbaar hadden zij enkele jaren eerder een relatie en is zij destijds met de noorderzon vertrokken.
Alberto en zijn vrouw Claudia hebben hun beste vrienden Paco en Marta uitgenodigd voor een gezellige avond bij hen thuis. Alberto en Paco hadden echter vooraf al afgesproken om de vrouwen te overtuigen om met zijn gevieren gemeenschap te hebben. Om dit niet te laten opvallen, starten ze een spel Doen, durven of waarheid. Ondanks hun opzet lukt, verloopt het liefdesspel anders dan wat Alberto en Paco in gedachten hadden.

## Rolverdeling
| Acteur           | Personage  |
| ---------------- | ---------- |
| María León       | Alba       |
| Aixa Villagrán   | Liana      |
| Ana Milán        | Anfitriona |
| Anna Castillo    | Clara      |
| Miki Esparbé     | Pablo      |
| Álvaro Cervantes | Raúl       |
| Ricardo Gómez    | Victor     |
| Raúl Arévalo     | Jaime      |
| Melina Matthews  | Belén      |
| Jorge Suquet     | Miguel     |
| Verónica Echegui | Ana        |
| Ernesto Alterio  | Alberto    |
| Pilar Castro     | Claudia    |
| Luis Callejo     | Paco       |
| María Morales    | Marta      |